# Kipchoge Keino
Kipchoge "Kip" Keino (Kipsamo, 17 de janeiro de 1940), presidente do Comitê Olímpico do Quênia, é um ex-atleta queniano, bicampeão olímpico em corridas de meio-fundo.
"Kip", como é conhecido no mundo do atletismo, foi um dos pioneiros de uma longa linha de corredores de média e longa distância que surgiram em seu país, e a inspiração de muitos de seus compatriotas, homens e mulheres, para tornarem-se a força no atletismo mundial que o Quênia representa hoje em dia.

## Biografia
Os pais de Kip morreram quando ele era muito jovem e ele foi criado por uma tia. Após terminar a escola, entrou para a polícia e antes de praticar o atletismo, jogou rugby entre 1960 e 1962. Sua carreira internacional no atletismo começou nos Jogos da Comunidade Britânica de 1962 onde teve um desempenho mediano e sua primeira Olimpíada, nos Jogos Olímpicos de Tóquio, em 1964, onde conseguiu um 5º lugar nos 5.000 m.
Em 1965, ele causou sensação ao quebrar o recorde mundial dos 3000 m, melhorando-o em seis segundos, em sua primeira tentativa na distância. Pouco depois, nos I Jogos Pan-africanos, ganhou duas medalhas de ouro nos 1500 m e nos 5000 m. No fim do mesmo ano, quebrou o recorde mundial desta prova, marcando 13m24s2.

## Jogos Olímpicos
Nos Jogos Olímpicos da Cidade do México, em 1968, Keino surpreendeu o mundo do atletismo ao vencer os 1500 m derrotando o favorito e recordista mundial Jim Ryun, dos Estados Unidos, com uma diferença de 20 m na chegada – a maior na história desse evento – estabelecendo novo recorde olímpico de 3:34.9, a segunda melhor marca da história. Dias depois, ganhou a prata nos 5.000 m, depois de fazer seis corridas em oito dias com uma infecção na vesícula.
Quatro anos depois, em Munique 1972, voltaria a brilhar vencendo os 3.000 m c/ obstáculos tornando-se bicampeão olímpico e colecionando mais uma medalha de prata, nos 1500 metros.

## Vida posterior
Kip Keino encerrou sua carreira em 1973 e passou a dedicar-se ao esporte de outras maneiras. Hoje, o "pai fundador do atletismo queniano" vive numa propriedade no oeste do Quênia, onde dirige uma instituição de caridade ajudando crianças órfãs e preside o Comitê Olímpico do país, além de fazer parte do comitê executivo do COI. Construiu duas escolas e é nome de estádio de atletismo. Seu nome, Kipchoge, na língua nativa Nandi, significa 'aquele que nasceu perto do depósito de estocagem de grãos'.
Em 5 de agosto de 2016, durante a Cerimônia de Abertura dos Jogos Olímpicos da Rio 2016, no Rio de Janeiro, Brasil, Keino recebeu o primeiro Olympic Laurel, prêmio recém-instituído pelo Comitê Olímpico Internacional, pelos grandes serviços prestados ao movimento olímpico.